# Дагомея

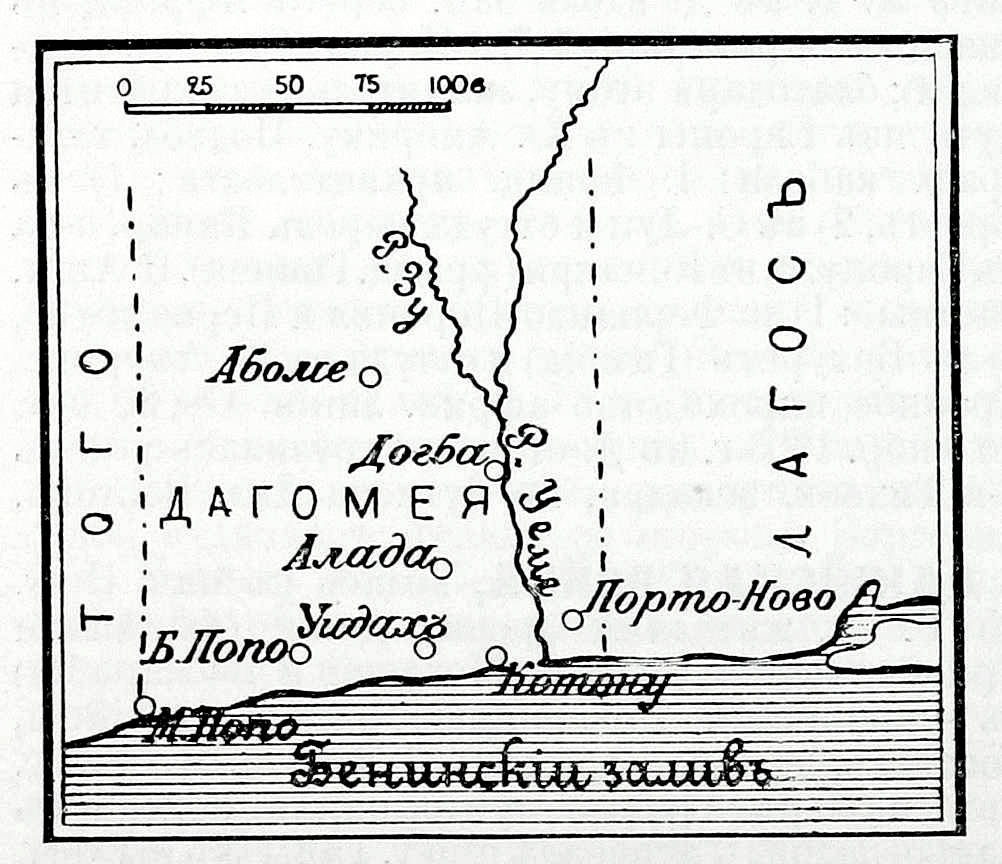
Дагомея на схеме к статье «Дагомейская экспедиция». Военная энциклопедия Сытина, Санкт-Петербург, 1911—1915 годов.

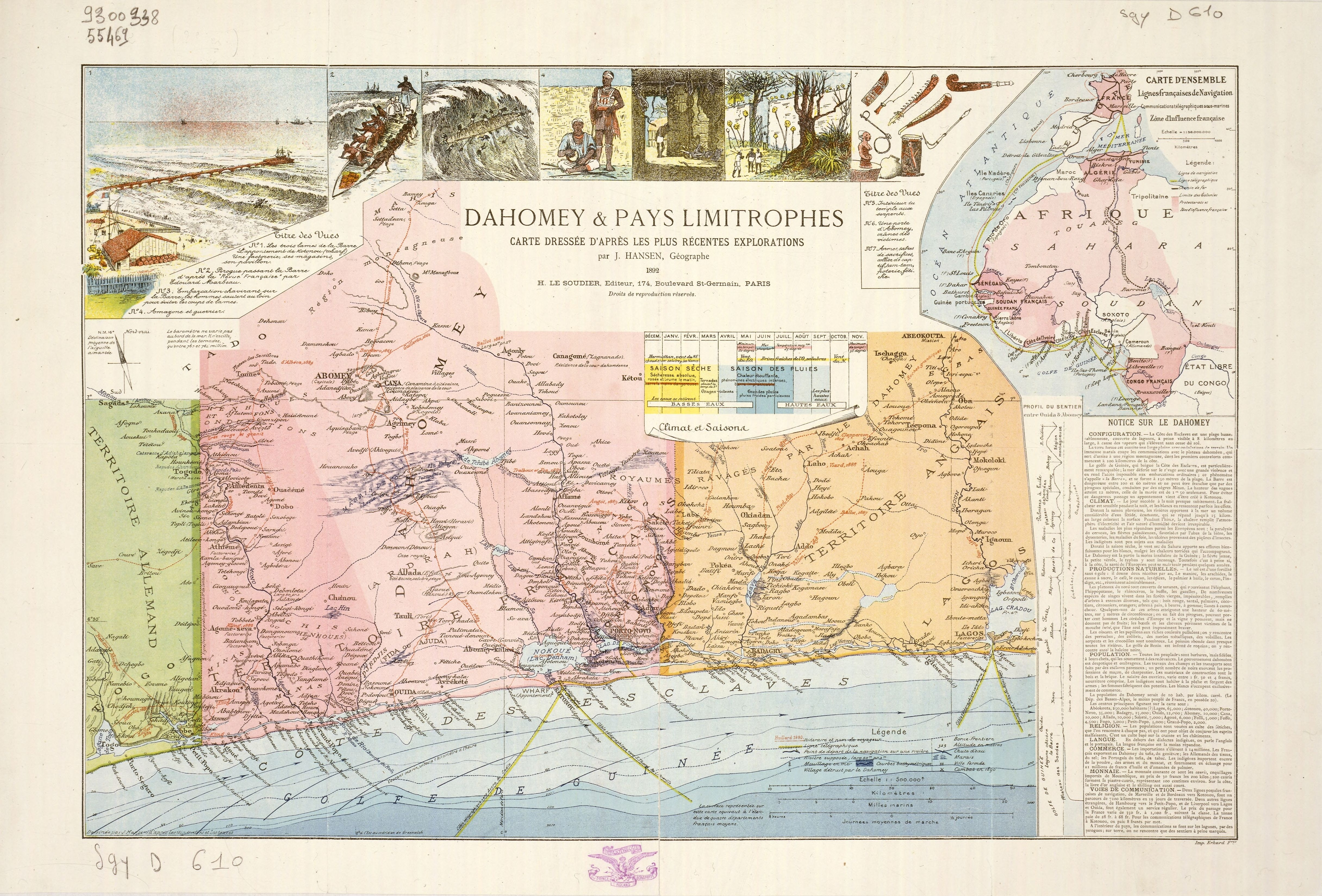
Французская карта 1892 года

Дагоме́я (фр. Dahomey), Дагоме — африканское государство, существовавшее на протяжении 280 лет на побережье Западной Африки.
Государство располагалось на территории современных Бенина и Того.

## Расположение
Королевство Дагомея в XIX веке граничило на востоке с землями йоруба, на западе достигало Вольты, то есть простиралось в этом направлении более чем на 300 км. А от побережья на север его территории простирались на расстояние около 150 км, примерно до северной границы современного бенинского департамента Коллин. Столицей и центром королевства был расположенный на территории Бенина город Абомей (Абомэ).

## История
Дагомея была основана в XVII веке. Истоки её прослеживаются до племени аджа из прибрежного королевства Аллада, которое переселилось на север и осело среди жившего там народа фон. Основателем государства считается король Хоуэгбаджа (1645—1685). Именно при нём в обиход вошло название «Дан-хоме» — Дагомея.
Больше всего экономика Дагомеи выигрывала от работорговли на побережье. Около двух миллионов рабов, или одна пятая часть всей трансатлантической работорговли, были вывезены из Дагомеи с XVII по XIX век.
Продавая европейцам рабов для Америки, короли Дагомеи закупали огнестрельное оружие, с помощью которого проводили политику экспансии.
В эпоху правления короля Агаджи в 1724 году Дагомея сумела завоевать Алладу, из которой происходило её правящее сословие, получив прямой доступ к побережью. Отныне главным городом государства стал Абомей. В 1725 году дагомейцы подчинили королевство Айюду со столицей Сави (португальское «Ксавье») и главным портом Фидой (Видой). Название «Вида» — португальское, дагомейцы называли этот город «Глеуэ».
Вида стала главным портом Невольничьего Берега, а Дагомея — его самым процветающим государством благодаря торговле рабами. Однако соседнее государство Ойо, являвшееся главным конкурентом в торговле рабами, так и не было завоёвано и само сумело навязать Дагомее обязанность платить ему дань. Несмотря на это, Дагомея сохранила независимость и продолжала расширять свои владения благодаря торговле рабами, а позднее и торговле пальмовым маслом с плантаций. Король и дальше владел монополией на всю внешнюю торговлю.
Главой законодательной, исполнительной и вообще всей власти в Дагомее был король. Ниже стояли «минган» (премьер-министр), два «мео» (вице-премьеры), а также их заместители. В Виде короля представляли «наместники» из числа его самых преданных рабов — «йевогхан» и «агор».
Несмотря на то, что в Дагомее была одна королева, помимо этой официальной жены король мог содержать сколько угодно жён в своём гареме. Дворец королей Дагомеи охраняли несколько сотен девственниц агоджи.
В XIX веке личная гвардия короля, помимо этих «дагомейских амазонок», состояла примерно из 2000 стрелков, вооружённых кремнёвыми ружьями. В случае войны войско можно было быстро увеличить в 6-7 раз.

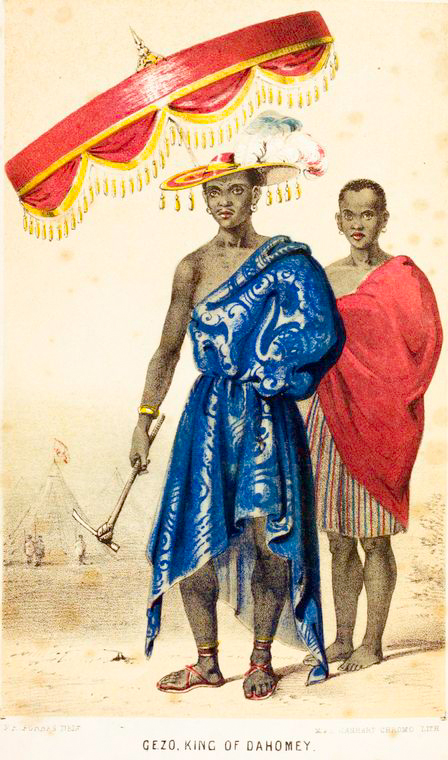
Дагомейский король Гезо

Король продавал европейцам рабов в обмен на оружие. Только лишь в 1750 году король Тегбесу заработал на работорговле около 250 000 фунтов. Европейцев интересовали обычаи местного населения, а также «дагомейские амазонки».
Во дворе королевского дворца периодически совершались человеческие жертвоприношения — людей умерщвляли, чтобы они служили высокочтимым предкам в загробном мире в качестве слуг, причем вместе с дворцовыми слугами убивали кого-то из знатного рода, чтобы он был «официальным послом» короля в загробном мире. Помимо этих повседневных обрядов, проводилось массовое человеческое жертвоприношение в дни похорон королей.
Поскольку рабы были основой экспорта Дагомеи, запрет европейцами работорговли стал причиной ослабления государства уже с начала XIX века. От Дагомеи отделились области Анло и Крепи, Порто-Ново стал французским протекторатом, хоть и управлялся формально одним из дагомейских «принцев». На севере область Махис со столицей в Савалу отвоевала полную независимость от Дагомеи.
Чтобы предотвратить проникновение европейцев в Дагомею, в стране не прокладывали дороги и не строили каналы. Экспорт рабов был заменён экспортом пальмового масла, и если раньше военные экспедиции дагомейцев снаряжались в основном за рабами для продажи, то теперь — за рабами для работы на плантациях масличной пальмы.
К концу XIX века армия Дагомеи состояла из 4500 человек регулярных войск, 10000 иррегулярных и корпуса амазонок. Вооружение составляли 8000 магазинных винтовок, 4000 старых ружей и несколько пушек, а также сабли, косы и луки.
Незадолго до смерти своего отца наследник престола Дагомеи Беханзин отказался от встречи с французским посланником Жан-Мари Байолем, сославшись на занятость в связи с проведением обязательных ритуалов и церемоний. Вернувшись в город Котону, оскорблённый Байоль занялся подготовкой военных действий против Дагомеи. Однако Беханзин (к тому времени уже пришедший к власти) решил напасть первым: 21 февраля 1890 г. он атаковал французские войска, сосредоточившиеся неподалёку от дагомейских территорий, но получил отпор ввиду лучшей организованности и подготовленности противника. Этот конфликт, вошедший в историю как Первая франко-дагомейская война, продлился чуть более 8 месяцев. 3 октября 1890 года между Дагомеей и Францией был заключен мирный договор, согласно которому Дагомея признавала Порто-Ново и Котону владением Франции; в дальнейшем Франция обязалась ежегодно выплачивать Дагомее сумму в 20 000 франков. Эта территория стала именоваться Французским Бенином. В 1892 году после заключения французами нескольких договоров с королём Абомея всё королевство Дагомея было провозглашено французским протекторатом.
Мир между Францией и Дагомеей длился 2 года, на протяжении которых обе стороны продолжали готовиться к очередной войне. На сей раз в 1892 году первыми атаковали французы, без объявления войны перешедшие границу Дагомеи. К 1894 году страна была полностью захвачена французами, король Дагомеи Беханзин был выслан на Мартинику, позже — в Алжир, где и умер в 1906 году. Государство стало марионеточным.

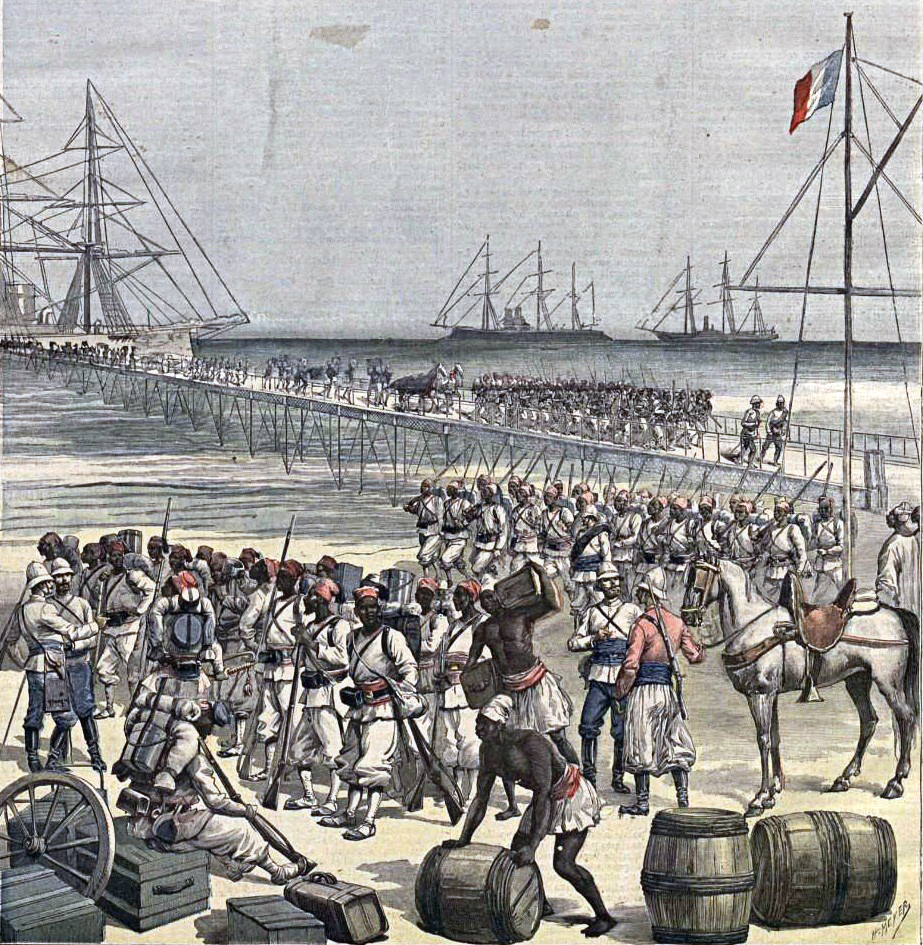
Высадка французских войск в Котону. Иллюстрация из «Le Petit Journal», 21 мая 1892 года

В 1894—1898 годах в регионе Боргу шла борьба за влияние. Согласно договору, заключённому в 1898 году, между британской северной Нигерией и французской зоной влияния была проведена граница, территория Боргу была расчленена, большая её часть вошла в состав Французского Бенина. В 1895—1898 годах французы захватили земли, расположенные к северу от бывшего королевства Дагомея. Согласно договорам, заключённым в 1885 и 1899 годах, между Дагомеей и германским Того была установлена граница.
В 1899 году прибрежная зона Бенина, королевство-протекторат Дагомея и другие территории, захваченные французами на севере, образовали колонию Дагомея (столица — Порто-Ново), которая, в свою очередь, вошла в 1904 году в состав Французской Западной Африки.

## Культура
Королевские дворцы Абомея в 1985 году были включены в список всемирного наследия ЮНЕСКО.

## В кино
- Зелёная Кобра (1987)
- Королева-воин (2022)